# ARTE Quartett
Das ARTE Quartett wurde 1995 durch die Saxophonisten Beat Hofstetter, Sascha Armbruster, Andrea Formenti und Beat Kappeler gegründet.
Sein Schwerpunkt liegt in der Interpretation zeitgenössischer, jazziger und frei improvisierter Musik. Die vier Saxophonisten arbeiten mit Komponisten zusammen und sind oftmals am Entstehungsprozess von Kompositionen beteiligt. Unter anderen entstanden Projekte mit Urs Leimgruber, Hans Feigenwinter, Terry Riley, Michael Riessler, Tim Berne, Fred Frith, Nick Didkovsky, Pierre Favre, Lucas Niggli und Rabih Abou-Khalil, welche im In- und Ausland an Konzertreihen und Festivals aufgeführt und auf CDs veröffentlicht wurden. In den Quartett-Projekten arrangiert und komponiert das ARTE Quartett eigene Musik und stellt sie an seinen Konzerten meist unter einem thematischen Schwerpunkt vor.
Das ARTE Quartett spielte u. a. bei folgenden Festivals und Konzertreihen: Centre Culturel Suisse, Paris (F); Meistersinger Festival, Nürnberg (D); Eremitage Schwaz, Schwaz (A); Münchner Klaviersommer, München (D); Fest der Künste, St. Moritz (CH); Theater, Basel (CH); Centro Culturale Svizzero, Mailand (I); Istituto Svizzero, Rom (I); Melos-Ethos, Bratislava (SLK); Ultraschall-Festival, Berlin (D); Jazzfestival Schaffhausen (CH); Queen Elizabeth Hall, London Jazz Festival (GB); Instant Chavirés, Paris (F); Bimhuis, Amsterdam (NL), FIMAV, Victoriaville (CA); Porgy & Bess, Wien (AT); Stanser Musiktage, Stans (CH); Off-Beat Festival, Basel (CH).

## Diskographie (Auswahl)
- 1999: Xylem mit Urs Leimgruber, STV 003
- 2002: The Sevens mit Tim Berne, Marc Ducret, David Torn. New World Records 80586-2
- 2002: Gang mit Hans Feigenwinter, Wolfgang Zwiauer. Altrisuoni AS110
- 2003: e_a.sonata.02 mit Urs Leimgruber, Günter Müller. for4ears 1447
- 2004: Räuber Kaspar Ewalds Exorbitantes Kabinett, Altrisuoni AS 140
- 2004: Saxophones mit Pierre Favre, Michel Godard, Intakt Records CD 091
- 2005: ARTE Quartett, MGB CTS-M 95
- 2005: Assassin Reverie mit Terry Riley, New World Records 80558-2
- 2006: Reptil Kaspar Ewalds Exorbitantes Kabinett, Altrisuoni AS 198
- 2007: Crash Cruise mit Lucas Niggli, Nils Wogram, Philipp Schaufelberger, Intakt Records CD 130
- 2007: Ice cream time mit Nick Didkovsky, Thomas Dimuzio, New World Records 80667-2
- 2008: Ritter Kaspar Ewalds Exorbitantes Kabinett, Altrisuoni AS 264
- 2009: Still Urban mit Fred Frith, Intakt Records CD 155
- 2009: Big Picture mit Fred Frith, Lucas Niggli, Katharina Weber, Intakt Records CD 156
- 2009: Different Worlds, Marsyas MAR-1804 2
- 2010: Le Voyage mit Pierre Favre Ensemble, Intakt Records CD 186
- 2015: Perpetual Delirium mit Andreas Schaerer sowie Wolfgang Zwiauer, BMC Records[1]